# Oliver Schnitzler
Oliver Schnitzler (Gummersbach, 1995. október 13. –) német utánpótlás-válogatott labdarúgó, jelenleg a VfR Aalen játékosa.

## Pályafutása

### Klubcsapatban
Pályafutását a Bayer 04 Leverkusen csapatában kezdte, itt 87 mérkőzésen játszott az utánpótlás csapatokban. 2014 nyarán kölcsönadták a VfR Aalen csapatának.

### A válogatottban
24 alkalommal lépett pályára a német utánpótlás-válogatottakban, 2014-es U19-es labdarúgó-Európa-bajnokságon, melyet Magyarország rendezett Európa-bajnok lett, miután a döntőben Németország Hany Mukhtar góljával legyőzte Portugáliát. 2012 nyarán az U17-es Európa-bajnokságon ezüstérmet szerzett a német válogatott tagjaként, a döntőben büntetőkkel szenvedtek vereséget Hollandiától.

## Sikerei, díjai
- Németország U19
  - U19-es labdarúgó-Európa-bajnokság: 2014